# Cartão Múltiplo
Cartão Múltiplo é um tipo de cartão que reúne as funções débito e crédito num mesmo plástico. Os cartões múltiplos são muito comuns no Brasil e, há quase duas décadas, tornararam-se no tipo padrão de cartão a ser emitido pelos bancos quando da abertura de uma conta corrente. Possuem vantagens e desvantagens. A principal vantagem é a diminuição no número de plásticos que alguém necessita de portar, podendo ser utilizado para efetuar compras na função débito ou na função crédito. Também é o cartão utilizado para movimentação da conta bancária.

## Vantagens
- Apenas um cartão para carregar e se lembrar.
- Um cartão a menos a poluir o meio ambiente ao ser descartado.
- Menos custoso para o banco.[2]

## Desvantagens
- Possibilidade de usar a função errada na hora da compra quando o atendente não perguntar a opção do cliente.
- Se perdê-lo ou danificá-lo, ficará sem cartão de crédito e de débito.
- Fora do Brasil, os cartões múltiplos costumam apresentar problemas, tais como compras na função débito saindo na função crédito e vice-versa e impossibilidade de saques diretamente da conta corrente.[3]